# 敍爾梅內

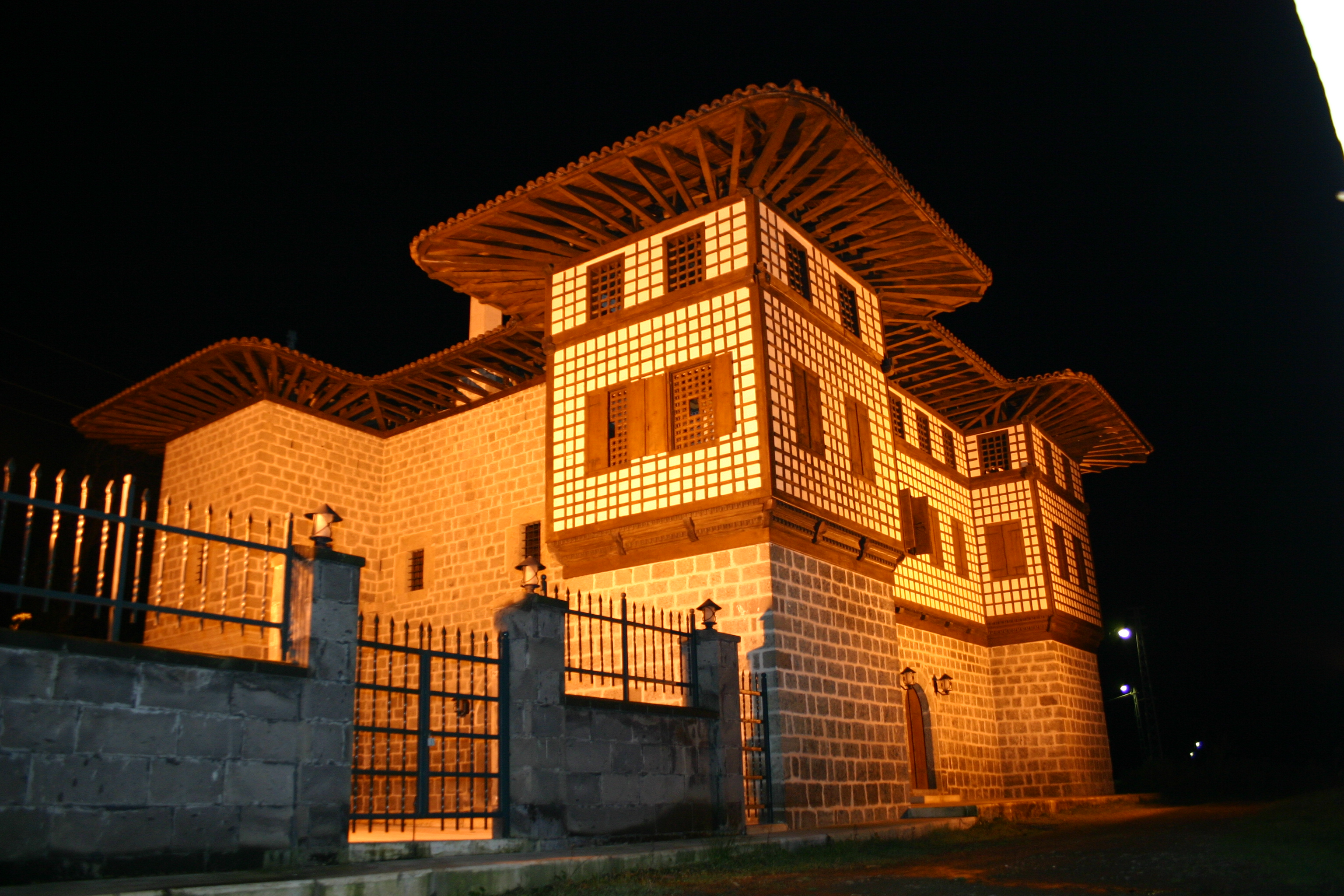
Memiş Ağa Mansion in Sürmene

敍爾梅內是土耳其的城鎮，由特拉布宗省負責管轄，位於該國東北部，距離首府特拉布宗35公里，面積227平方公里，處於海拔水平面，2008年人口13,670。

## 外部連結
- District governor's official website （页面存档备份，存于）
- District municipality's official website （页面存档备份，存于）
- Sürmene group's site[]
- Surmenem.com - A local website about Sürmene
- （页面存档备份，存于）

40°46′50″N 39°48′44″E / 40.78056°N 39.81222°E